# Pee-wee's Big Adventure
Pee-wee's Big Adventure (bra: As Grandes Aventuras de Pee-wee; prt: A Grande Aventura de Pee-wee) é um filme estadunidense de 1985 dirigido por Tim Burton, em seu longa de estreia.

## Enredo
O excêntrico Pee-wee, uma criança dentro de um homem, embarca na maior aventura de sua vida pelos EUA, para achar sua amada bicicleta, que fora roubada em plena luz do dia. No caminho encontra com motoqueiros, um caminhão fantasma, cowboy, uma garçonete sonhadora e seu namorado invejoso e violento até descobrir onde sua bicicleta estava.

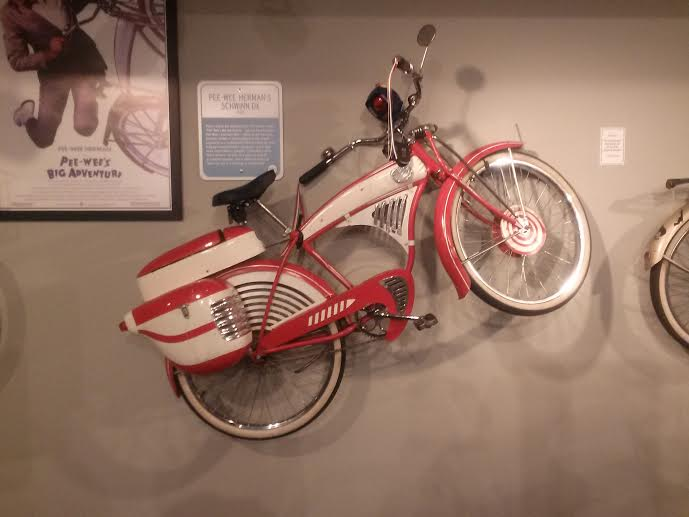
Uma das bicicletas usadas por Pee-wee no filme, em exposição.

## Elenco
- Paul Reubens - Pee-wee Herman
- Elizabeth Daily - Dottie
- Mark Holton - Francis Buxton
- Diane Salinger - Simone
- Judd Omen - Mickey
- Irving Hellman - Sr. Crowtray
- Monte Landis - Mario
- Damon Martin - Chip
- Jan Hooks - Tina
- Tony Bill - Terry Hawthorne
- Cassandra Peterson - Motoqueira
- Phil Hartman - Repórter
- Milton Berle - Ele mesmo
- Twisted Sister - Eles mesmos

## Prêmios
- Em 1986 foi nomeado ao Prêmio do Jovem Artista por Melhor Filme para a Família.